# Polymetme elongata
Polymetme elongata és una espècie de peix pertanyent a la família Phosichthyidae.

## Descripció
- Pot arribar a fer 18,4 cm de llargària màxima.
- Difereix de totes les altres espècies de Polymetme per tindre un cos més fusiforme i allargat, i un cap més petit.
- 11-13 radis tous a l'aleta dorsal i 28-33 a l'anal.
- 43-45 vèrtebres.
- 16-18 fotòfors per damunt de l'aleta anal.[6][7]

## Hàbitat
És un peix marí i bentopelàgic que viu fins als 350 m de fondària.

## Distribució geogràfica
Es troba al Pacífic occidental: el Japó, el mar de la Xina Oriental i les illes Filipines.

## Observacions
És inofensiu per als humans.